# 髙島喜一
髙島 喜一（たかしま きいち）は、日本の知的財産学者・特許権法学者。大阪工業大学名誉教授・元知的財産専門職大学院専攻幹事。元特許庁特許審査第一部首席審査長。
専門は、特許法・実用新案法・知的財産法、技術マネジメント。

## 略歴
1973年東北大学理学部卒業。1975年同大学大学院理学研究科修士課程修了。同年、通商産業省（現：経済産業省）特許庁入庁。1979年同審査第二部応用光学審査官。1988年同審査第二部調整課審査基準室室長補佐（併任）。1992年同審判部第14部門審判官。2000年同審査第二部応用光学上席審査長。2003年同特許審査第一部計測首席審査長。2004年大阪工業大学知的財産学部教授。2005年同大学大学院知的財産研究科（知的財産専門職大学院）教授。2015年同大学名誉教授。
大阪工業大学において、2003年開設の日本初の知的財産学部および2005年開設の知的財産専門職大学院の初期の知的財産教育の育成に貢献した。
主な所属学会は、日本知財学会、日本知的財産協会、発明協会。
知的財産の対外啓蒙活動として、企業の知財担当者向けに工業所有権情報・研修館主催の「平成26年度 特許審査基準討論研修」（第2回/大阪）にて講師を担当している。